# Жаданова, Людмила Александровна
Людмила Александровна Жаданова (род. 29 декабря 1950 года в городе Чорткове Тернопольской области, Украинскаяй ССР, СССР) — депутат Государственной Думы I созыва.

## Краткая биография
Жаданова Людмила Александровна родилась 29 декабря 1950 года.
Окончила Куйбышевский медицинский институт. Является врачом высшей категории.
В период с 1985 по 1993 год являлась главным врачом Ульяновской городской детской больницы № 1.
В декабре 1993 года была избрана депутатом Госдумы по 1181 избирательному округу (Засвияжский – Ульяновская область). Была членом депутатской группы Стабильность. Входила в состав комитета Государственной Думы по охране здоровья.